# スレン・シャドゥンツ
スレン・コンスタンチノヴィチ（コスタンディニ）・シャドゥンツ（ロシア語: Сурен Константинович Шадунц、アルメニア語: Սուրեն Կոստանդինի Շադունց、1898年 - 1938年4月21日）は、アルメニア人のボリシェヴィキ。

## 生涯
1898年、ロシア帝国エリザヴェトポリ県ジェブライリで生まれたアルメニア人。シュシャ実科学校 (hy) に通い、1917年からボリシェヴィキ党員となった。
1920年のアゼルバイジャン社会主義ソビエト共和国およびアルメニア社会主義ソビエト共和国樹立にも役割を果たし、同年5月まで党州委員会教官を務めた。その後、カラバフ・ザンゲズルのチェーカー副議長やアゼルバイジャン共産党中央委からのギャンジャ党組織粛清全権を務めた。アゼルバイジャン＝アルメニア間の領土問題については、ザンゲズルをナゴルノ・カラバフ自治州に編入することや、自治州をアゼルバイジャン共和国ではなく党中央ザカフカース地方委の直轄に置くことなどを提案している。翌1921年3月にはアルメニア共和国に移って供給会議副議長やアルメニア共産党中央委郡委書記にもなった。同年から翌1922年までアルメニア共産党エリヴァニ市委員会責任書記を務め、1922年から1923年までは全連邦共産党中央委にも勤務した。1922年5月5日から7月29日まではエリヴァニ市ソビエト執行委議長でもあった。1923年6月から1927年1月までアルメニア共和国人民委員会議副議長および農業人民委員部水資源部部長、翌月から1928年までトビリシでザカフカース水資源部副議長および部長となる。
同年2月から1931年1月までモスクワで全連邦共産党中央委と労農監査人民委員部で綿グループを率い、翌月から1932年2月まで中央アジア綿協会議長、1932年から1934年10月2日まで党中央委中央アジア局 (ru) 書記を務めた。1931年春には中央アジア局全権として軍を指揮し、タジク共和国からアフガニスタンへとバスマチを敗走させている。1930年7月13日から1934年1月26日までは党中央統制委メンバー、1934年10月2日から1937年11月までは党中央委附属党統制委メンバーでもあった。
1935年1月3日から1937年1月16日までタジキスタン共産党中央委第一書記も務めたが、党統制委財務グループ長であった1937年11月11日にモスクワの自宅で逮捕され、翌1938年4月21日に反革命テロ組織への参加を理由に連邦最高裁軍事参議会によって死刑判決を下され、同日処刑された。その後、1956年9月に名誉回復がなされた。